# آقای بخشدار
آقای بخشدار فیلمی به کارگردانی و نویسندگی خسرو معصومی محصول سال ۱۳۷۰ است.

## داستان
خبرنگاری با قطار وارد زادگاهش می‌شود و از همان بدو ورود خاطرات خود را که مربوط به سال‌های گذشته‌است مرور می‌کند. خبرنگار که برای یک روزنامه محلی قلم می‌زده تلاش دارد تا پرده از روی فساد و اختلاس مسئولان شهر بردارد…

## بازیگران
- مهدی هاشمی
- محمدعلی کشاورز
- اسماعیل داورفر
- فریبا کوثری
- سیامک اطلسی
- حسن رضایی
- مهین شهابی
- عبدالرضا اکبری
- جهانگیر فروهر
- امرالله صابری
- آزیتا صالحی
- محمد ابهری
- اکبر دودکار
- میرصلاح حسینی
- محمد ورشوچی
- محمد عمرانی
- باقر صحرارودی
- رفیع مددکار
- نجف علی هادی
- محمد صمیمی
- احمدرضا اسعدی
- محمد زیادلو
- داوود موثقی